# Gle Teungku Cotseupeueng
Gle Teungku Cotseupeueng är en kulle i Indonesien.   Den ligger i provinsen Aceh, i den västra delen av landet, 1 800 km nordväst om huvudstaden Jakarta. Toppen på Gle Teungku Cotseupeueng är 130 meter över havet.
Terrängen runt Gle Teungku Cotseupeueng är platt österut, men åt sydväst är den kuperad. Havet är nära Gle Teungku Cotseupeueng åt nordost.